# Pierre Valdagne
Lucien Louis, connu sous le nom de plume de Pierre Valdagne (né Charles-Lucien Louis à Paris le 3 mai 1854 et mort le 31 janvier 1937 à Paris 17e, est un romancier et auteur dramatique français.

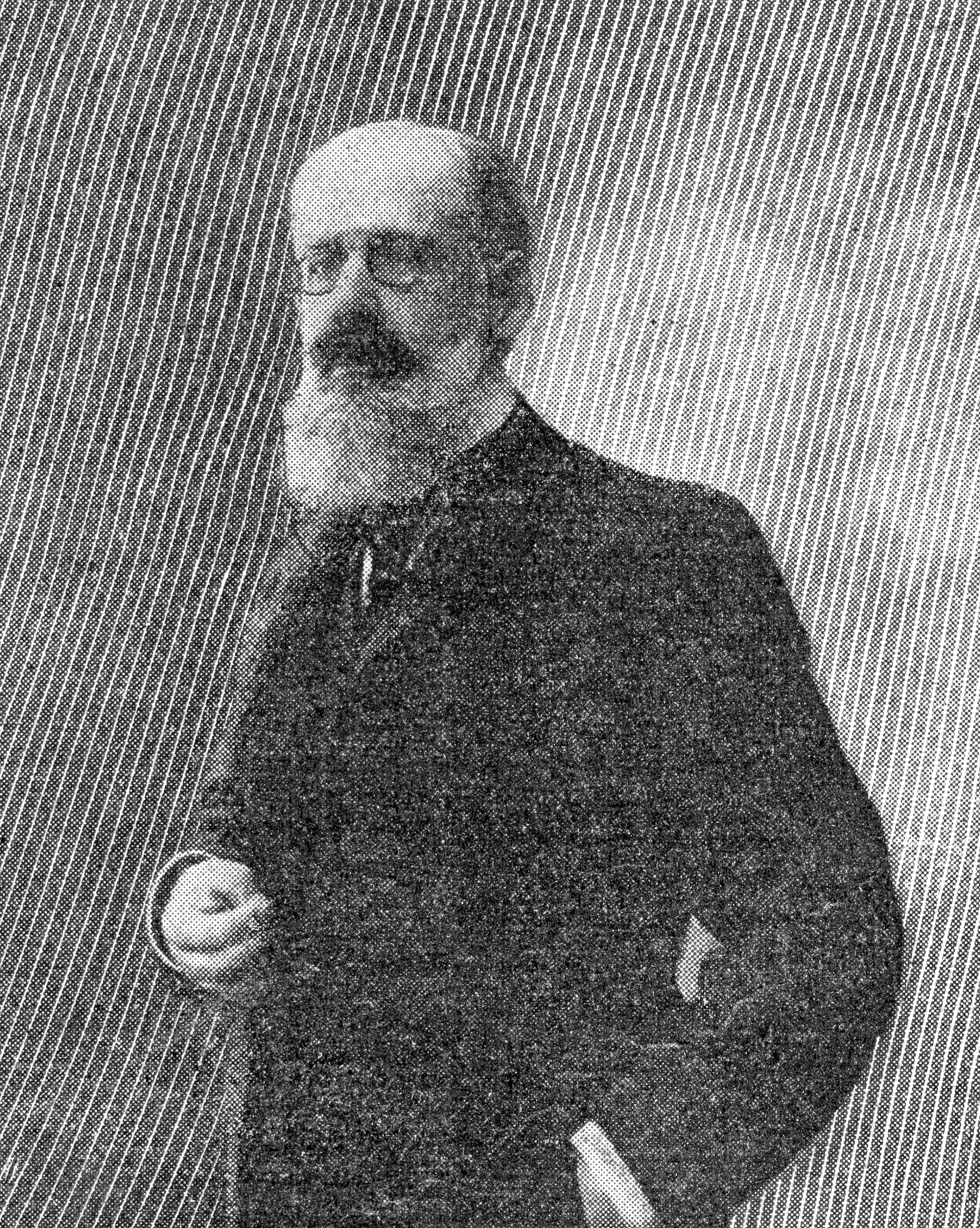
Pierre Valdagne par Henri Manuel (vers 1910).

## Biographie
Il entra dans la maison d'édition Ollendorff comme directeur littéraire en 1886. Dès lors, Paul Ollendorff fut son premier éditeur. 
Valdagne connut un certain succès comme dramaturge à Paris et à l'étranger à la fin du XIXe siècle et au tout début du XXe siècle. Déjà officier de l'Instruction publique, cette renommée lui valut d'être nommé chevalier de la Légion d'honneur (décret du 13 janvier 1907) par le ministre de l'Instruction publique et des Beaux-Arts.
Il est mort le 31 janvier 1937, en son domicile 26 bis, rue Guillaume Tell, Paris 17e. Il est inhumé au cimetière Montmartre avec son épouse Eugénie Gay.

## Œuvres
Romans
- Une rencontre (1889)
- Variations sur le même air (1896)
- L'Amour par principes (1898)
- L'Amour du prochain (1900)
- Les Minutes parisiennes. 4 heures, l'essayage (1901)
- La Confession de Nicaise (1902)
- Mon fils, sa femme et mon amie (1904)
- Touti (1905)
- Parenthèse amoureuse (1906) coll. « In Extenso » n° 29
- Par la volonté et par la grâce (1909)
- Les Leçons de Lisbeth (1910)
- Le Jambon de Grapu (1917)
- Le Cœur serré (1918)
- Ce que craignait Victor Fournette (1919)
- Martine aux armées (1920)
- Les Bons Ménages (1921)
- Le Secret qui démange (1921)
- Ce bon Monsieur Poulgris (1921)
- Constance, ma tendre amie (1922)
- Le Meilleur des maris (1923)
- La Véritable Madame Bradiet (1923)
- Une vie de patachon (1923)
- Les Affaires et les femmes (1924)
- Si jeunesse savait (1925)
- Pour sauver Francis (1926)
- Le Retour à la maison (1927)
- Entre l'amour et les affaires (1927)
- L'Homme qui tremble (1928)
- Ma mère... que j'accusais ! (1929)
- Le Carton aux rubans (1930)
- Deux Amis (1930)
- Un grand mariage (1932)
- L'Enfant de l'autre (1933)
- Le Chien d'Emma Façon (1934)
- Les Bienfaits du mariage (1935)
- Faut-il mentir ? (1934)
- Mélanie Cocherot (1935)

Théâtre
- Allô ! Allô !, comédie en 1 acte, Paris, Théâtre du Vaudeville, 11 mai 1886, lire en ligne sur Gallica
- La Peur de l'être, comédie en 3 actes, avec Émile Moreau, Paris, Théâtre des Menus-Plaisirs, 30 juillet 1889
- La Blague, comédie en 3 actes, Paris, Théâtre de l'Odéon, 4 décembre 1895
- L'Amour du prochain, comédie en 4 actes, Théâtre des Bouffes-Parisiens, 1901

## Filmographie partielle

### Comme scénariste
- 1914 : La Tache de Maurice Le Forestier